# Operadores em C e C++
C++ também contém os operadores para conversão de tipos de dados const_cast, static_cast, dynamic_cast e reinterpret_cast, que não estão listados na tabela.

## Precedência de operadores
A seguir é listada a ordem de precedência e associatividade dos operadores. Elementos na mesma linha são calculados com a mesma precedência, de acordo com a direção dada.
A sintaxe das expressões é especificada por uma gramática livre de contexto, a tabela a seguir é inferida pela gramática.
| Operadores                                       | Descrição | Associatividade       |
| ------------------------------------------------ | --- | --------------------- |
| ::                                               | Resolução de escopo | esquerda para direita |
| ++ -- () [] . ->                                 | Incremento e decremento pós-fixo Parênteses (chamada de função) Elemento de arranjo Seleção de elemento por identificador Seleção de elemento por ponteiro                                                                                    | esquerda para direita |
| ++ -- + - ! ~ (tipo) * & sizeof new [] delete [] | Incremento e decremento prefixo Adição e subtração unária Não lógico e complemento Conversão de tipo de dado Desreferência Referência (endereço de elemento) tamanho de elemento Alocação dinâmica de memória Desalocação dinâmica de memória | direita para esquerda |
| .* ->*                                           | Ponteiro para membro | esquerda para direita |
| * / %                                            | Multiplicação, divisão, e módulo (resto) | esquerda para direita |
| + -                                              | Adição e subtração | esquerda para direita |
| < >                                              | Deslocamento de bits à esquerda e à direita | esquerda para direita |
| < = > =                                          | “menor que” e “menor ou igual que” “maior que” e “maior ou igual que” | esquerda para direita |
| == !=                                            | “Igual a” e “diferente de ” | esquerda para direita |
| &                                                | E para bits | esquerda para direita |
| ^                                                | Ou exclusivo para bits | esquerda para direita |
| \|                                               | Ou para bits | esquerda para direita |
| &                                                | E lógico | esquerda para direita |
| \|\|                                             | Ou lógico | esquerda para direita |
| c?t:f                                            | Condição ternária | direita para esquerda |
| = += -= *= /= %= <= >= &= ^= \|=                 | Atribuição Atribuição por adição ou subtração Atribuição por multiplicação, divisão ou módulo (resto) Atribuição por deslocalmento de bits Atribuição por operações lógicas                                                                   | direita para esquerda |
| throw                                            | Lançamento de exceção | ---                   |
| ,                                                | Vírgula | esquerda para direita |

## Tabela
| Operadores aritméticos                   |                       |                    |                |
| Operador                                 | Sintaxe               | É sobrecarregável? | Presente em C? |
| Adição unária                            | +a                    | Sim                | Sim            |
| Adição                                   | a + b                 | Sim                | Sim            |
| Incremento pré-fixado                    | ++a                   | Sim                | Sim            |
| Incremento pós-fixado                    | a++                   | Sim                | Sim            |
| Atribuição por adição                    | a += b                | Sim                | Sim            |
| Subtração unária                         | -a                    | Sim                | Sim            |
| Subtração                                | a - b                 | Sim                | Sim            |
| Decremento pré-fixado                    | --a                   | Sim                | Sim            |
| Decremento pós-fixado                    | a--                   | Sim                | Sim            |
| Atribuição por subtração                 | a -= b                | Sim                | Sim            |
| Multiplicação                            | a * b                 | Sim                | Sim            |
| Atribuição por multiplicação             | a *= b                | Sim                | Sim            |
| Divisão                                  | a / b                 | Sim                | Sim            |
| Atribuição por divisão                   | a /= b                | Sim                | Sim            |
| Módulo (resto)                           | a % b                 | Sim                | Sim            |
| Atribuição por módulo (resto)            | a %= b                | Sim                | Sim            |
| Operadores comparativos                  |                       |                    |                |
| Operador                                 | Sintaxe               | É sobrecarregável? | Presente em C? |
| Menor que                                | a < b                 | Sim                | Sim            |
| Menor ou igual que                       | a <= b                | Sim                | Sim            |
| Maior que                                | a > b                 | Sim                | Sim            |
| Maior ou igual que                       | a >= b                | Sim                | Sim            |
| Diferente de                             | a != b                | Sim                | Sim            |
| Igual a                                  | a == b                | Sim                | Sim            |
| Não lógico                               | !a                    | Sim                | Sim            |
| E lógico                                 | a & b                 | Sim                | Sim            |
| Ou lógico                                | a \| b                | Sim                | Sim            |
| Deslocamento à esquerda                  | a < b                 | Sim                | Sim            |
| Atribução de deslocamento à esquerda     | a <= b                | Sim                | Sim            |
| Deslocamento à direita                   | a > b                 | Sim                | Sim            |
| Atribuição de deslocamento à direita     | a >= b                | Sim                | Sim            |
| Operadores lógicos sobre bits            |                       |                    |                |
| Operador                                 | Sintaxe               | É sobrecarregável? | Presente em C? |
| Complemento                              | ~a                    | Sim                | Sim            |
| E                                        | a & b                 | Sim                | Sim            |
| Atribuição por e                         | a &= b                | Sim                | Sim            |
| Ou                                       | a \| b                | Sim                | Sim            |
| Atribuição por ou                        | a \|= b               | Sim                | Sim            |
| Ou exclusivo                             | a ^ b                 | Sim                | Sim            |
| Atribuição por ou exclusivo              | a ^= b                | Sim                | Sim            |
| Outros operadores                        |                       |                    |                |
| Operador                                 | Sintaxe               | É sobrecarregável? | Presente em C? |
| Atribuição                               | a = b                 | Sim                | Sim            |
| Chamada de função                        | a()                   | Sim                | Sim            |
| Elemento de arranjo                      | a[]                   | Sim                | Sim            |
| De referência                            | *a                    | Sim                | Sim            |
| Referência                               | &a                    | Sim                | Sim            |
| Membro de ponteiro                       | a->b                  | Sim                | Sim            |
| Membro de identificador                  | a.b                   | Não                | Sim            |
| De referência de membro de identificador | a.*b                  | Não                | Não            |
| De-referência de membro de ponteiro      | a->*b                 | Sim                | Não            |
| Conversão de tipo de dados               | (tipo) a              | Sim                | Sim            |
| Vírgula                                  | a , b                 | Sim                | Sim            |
| Condição ternária                        | a ? b : c             | Não                | Sim            |
| Resolução de escopo                      | a :: b                | Não                | Não            |
| Tamanho de                               | sizeof a              | Não                | Sim            |
| Identificador de tipo                    | typeid (tipo de dado) | Não                | Não            |

## Sinônimos em C++
C++ define palavras-chave que atuam como apelidos para alguns operadores: and (and), bitand (and), and_eq (and=), or (||), bitor (|), or_eq (|=), xor (^), xor_eq (^=), not (!), not_eq (!=), compl (~). Eles são processados pelo analisador sintático da mesma forma que seus equivalentes.
Já C fornece na biblioteca padrão o cabeçalho iso646.h, que define esses símbolos através de macros.